# Козланюк Петро Степанович
Петро́ Степанович Козланю́к (літературні псевдоніми: Прутовий, Мережка, Переривський); (30 липня (12 серпня) 1904, село Перерив, тепер Коломийського району, Івано-Франківської області — 19 березня 1965, Київ) — український радянський письменник, публіцист, член КПЗУ, літературний критик. Депутат Верховної ради СРСР 3, 4 та 5 скликань. Кандидат у члени ЦК КПУ у 1952—1960 роках. Депутат Львівської обласної ради трудящих IV, V та VI скликань. Голова виконавчого комітету Львівської обласної Ради депутатів трудящих (1952—1954).

## Біографія
Народився у багатодітній селянській родині, де ще зростало троє братів та троє сестер. Батько помер на початку 1915 року.
Петро Козланюк наймитував у рідному селі. Восени та на початку зими 1918 року навчався у Коломийській гімназії. Потім працював на ремонті залізничної колії, робітником Коломийського пивоварного заводу, чорноробом Коломийського паровозного депо.
Почав друкуватися в 1926 році. У 1927—1930 роках — фейлетоніст у газеті «Сельроб». У 1930—1932 роках — редактор газети «Сила». Один із засновників прорадянської письменницької організації «Горно» і журналу «Вікна». Був членом ЦК «Сель-Роб-Єдність». У 1930—1939 роках його кілька разів заарештовувала польська влада як українського прорадянського активіста. У 1936 році був одним із організаторів Антифашистського конгресу діячів культури у Львові.
У 1939—1941 роках активно працював в оргкомітеті Спілки радянських письменників України у Західній Україні, був членом редакції львівської обласної газети «Вільна Україна».
Під час німецько-радянської війни був кореспондентом фронтових газет (у тому числі газети «Радянська Україна»), коментатором радіостанції «Дніпро». Член ВКП(б) з 1943 року.
У 1944—1952 і 1954—1965 роках — голова Львівської організації Спілки письменників України. У 1945—1951 роках — головний редактор журналу «Радянський Львів».
Від 25 серпня 1952 до 9 лютого 1954 року — голова виконавчого комітету Львівської обласної Ради депутатів трудящих.

Надгробок Петра Козланюка

Помер 19 березня 1965 року у Києві. Похований на Личаківському цвинтарі у Львові (поле № 1). Автор надгробного пам'ятника — скульптор Е. Мисько.

## Творчість
Автор понад 50 книжок оповідань, памфлетів, повістей, нарисів. Його нариси і статті містять багатий фактичний матеріал про суспільно-політичну, культурно-освітню атмосферу на західноукраїнських землях 1920—1930-х років під польською окупацією. Серед них:
- Оповідання : Діти, Остання ніч, Золоті руки — К. : Молодь, 1954 — 56 с.
- Юрко Крук: трилогія / Петро Козланюк; ред. Л. Г. Кореневич; вступ. ст. В. С. Буряка; худож. В. С. Овчинников. — Київ : Дніпро, 1989. — 711 с. — (Бібліотека української класики «Дніпро») — ISBN 5-308-00283-5.
- Мандрівники: повість. — Львів : Каменяр, 1979. — 94 с.

Багатотомні видання
- Твори в 3-х томах (1960).
- Твори в 4-х томах (1974—1975).

Твори Петра Козланюка перекладені багатьма мовами народів СРСР та «соціалістичного табору». 
Петро Козланюк займався перекладами творів з російської, польської та чеської мов, зокрема, казок Карела Чапека, творів Олександра Пушкіна (Том 4. Художня проза. Вибрані статті) та повісті Болеслава Пруса «Форпост».

## Нагороди, пам'ять

Пам'ятна таблиця в рідному селі (демонтована)

Нагороджений двома орденами Леніна (1954), двома орденами Трудового Червоного Прапора (18.09.1964), орденом Червоної Зірки, а також медалями.
На честь Петра Козланюка було названо вулицю у Радивилові на Рівненщині, де він мешкав у 1930—х роках. Під час декомунізації вулицю було перейменовано.

## Публікації П.Козланюка
- «Нові школи, хати-читальні і клуби» (1939)[4].
- «Апологет куркульства» (про роман У. Самчука «Волинь»; 1940)[5];
- «Осадники — люті вороги українського народу» (співавтор Л. Сокол; 1940)[6];
- «Шевченко наш» (1940)[7];
- «День народного гніву» (співавтор Я. Галан; 1940)[8];
- «Іван Франко і буржуазні націоналісти» (1940)[9];
- «В рідному селі Івана Франка» (співавтор К. Днєпров; 1940)[10];
- «Народний герой Буковини» (1940)[11];
- «Зустрічі з Франком» (1940)[12];
- «Екскурсія в майбутнє» (1940)[13];
- «Клопоти пана Кубійовича»[14];
- «Питання про переміщення. Гітлер у пеклі»[15].